# Bistum Valania
Koordinaten: 35° 10′ 20,9″ N, 35° 55′ 27,9″ O
Das Bistum Valania, auch Bistum Valenia oder Bistum Balanea war ein frühchristlich-byzantinischer und später lateinischer Bischofssitz in Baniyas im Gouvernement Tartus (Syrien). Der frühchristlich-byzantinische Bischofssitz in Balanaia (dem heutigen Baniyas) in der römischen Provinz Syria bzw. Syria Phoenice ist bereits in der ersten Hälfte des vierten Jahrhunderts dokumentiert. Im siebten Jahrhundert wurde die Stadt von den Arabern erobert. Während der Zeit der Kreuzzüge wurde das Bistum in den 1120er Jahren als lateinischer Bischofssitz Valania neu gegründet; es gehörte damals zum Fürstentum Antiochia. Mit der Eroberung von Margat 1285, das von 1188 ab Sitz des Bischofs von Valania war, ging das lateinische Bistum unter.

## Geschichte
Die Geschichte der Stadt Baniyas reicht bis in die phönizische Zeit zurück. Damals soll sie den Namen Balamia getragen haben. In der hellenistischen Zeit war die Stadt bekannt als Leukas. Später erhielt sie den Namen Balanaia oder in römischer Zeit Balanaea. Mit der Christianisierung des Römischen Reiches entstand in Balanaea ein Bischofssitz. 325 ist erstmals ein Bischof in der Stadt belegt, Bischof Euphration nahm damals am Ersten Konzil von Nicäa teil. Der Bischofssitz dürfte aber deutlich älter sein. In der Stadt tobte der Kirchenstreit zwischen Nicäanern und Arianern. 335 wurde Bischof Euphration durch Arianer aus der Stadt gejagt. Man kann annehmen, dass es zu dieser Zeit auch einen arianischen Bischof in der Stadt gab, dessen Namen wir aber nicht kennen.
Der Bischof von Balanaia/Balanea war ein Suffragan des Erzbischofs von Apamea, der damaligen Hauptstadt der römischen Provinz Syria Secunda. Das Gebiet des Metropolitansitzes Apamea entspricht in etwa der Provinz Syria Secunda, wie die von Harald Suermann publizierte Karte zeigt. Kaiser Justinian reformierte die Verwaltung des Gebiets und schuf dabei die neue Provinz Theodorias mit Laodicea ad Mare als Hauptstadt. Balanea wurde zwar der neuen Provinz zugewiesen, gehörte kirchenrechtlich jedoch weiter zum Erzbistum Apamea. 529 wurde das Bistum aus der Verwaltung des Erzbistums Apamea herausgenommen und dem Patriarchen von Antiochia direkt unterstellt.

### Frühchristlich-byzantinische Bischöfe
Von den frühchristlichen Bischöfen sind nur wenige Namen bekannt:
- 325, 335 Euphration, nahm am Ersten Konzil von Nicäa teil,[4] verjagt 335 durch Arianer[1][5]
- 449, 451 Timotheus, er nahm am Konzil von Chalcedon teil[1][4]
- 536 Theodorus[1][4]
- 553 Stephanus, nahm am Zweiten Konzil von Konstantinopel teil[1][4]

Das Schicksal des Bischofssitzes in den Jahrhunderten nach der arabischen Eroberung von 638 ist unklar. Die Stadt wurde im 10. und 11. Jahrhundert mehrmals von den Byzantinern erobert und von den Muslimen zurückerobert. Die Stadt fiel aber spätestens 1080 wieder in muslimische Hand. Ob in den Zeiten byzantinischer Herrschaft wieder ein orthodoxer Bischofssitz eingerichtet wurde oder immer noch existierte, ist nicht bekannt. Bernard Hamilton vermutet, allerdings ohne urkundliche Nachweise, dass zur Zeit der Eroberung Valanias durch die Kreuzfahrer noch ein orthodoxes Bistum existierte.

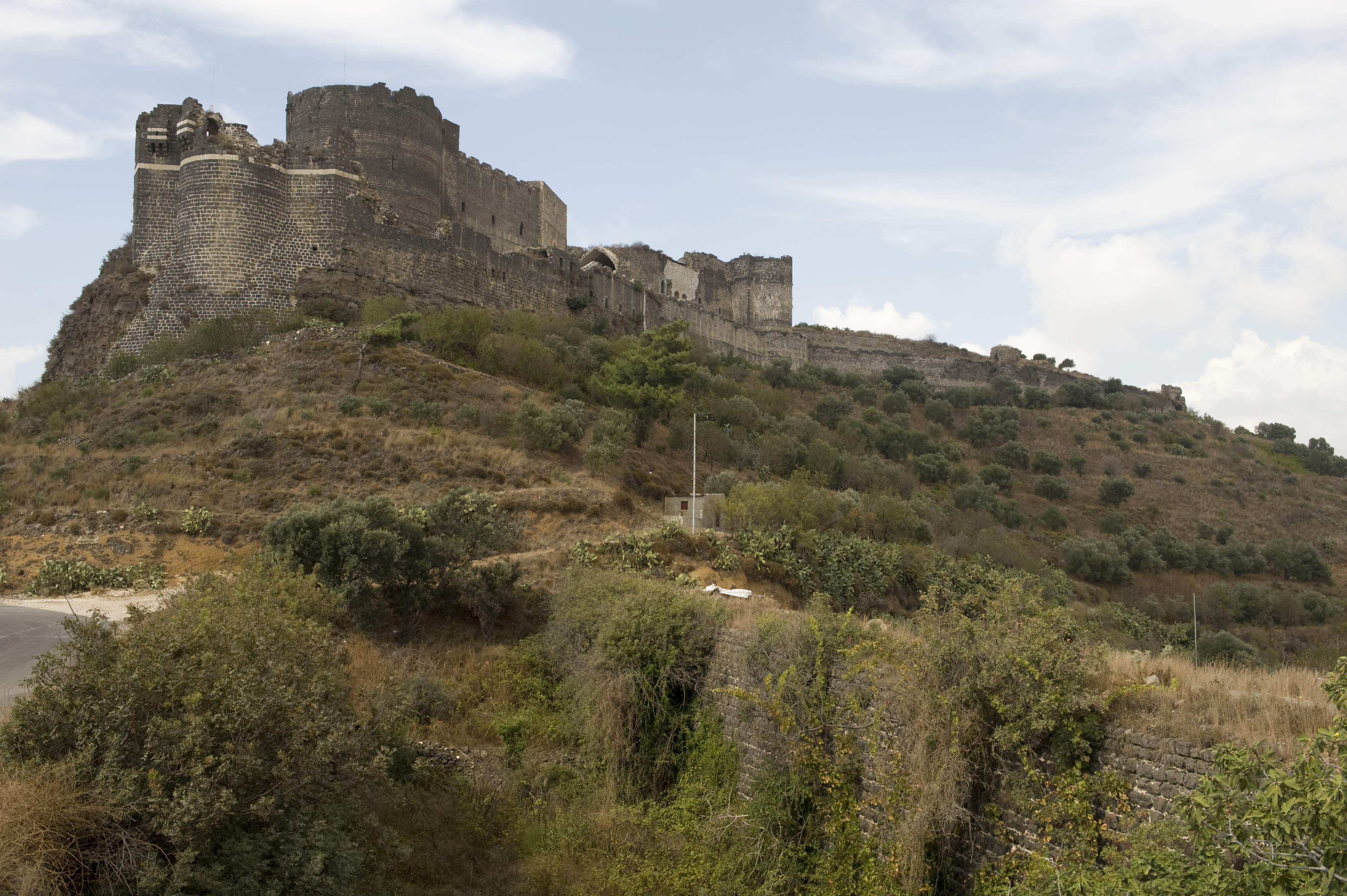
Die Ruinen der Festung Margat

## Der lateinische Bischofssitz
1109 wurde Baniyas durch Tankred erobert und in das Fürstentum Antiochia integriert. Die Kreuzfahrer nannten die Stadt Valania oder auch Valenia, seltener kommt auch die Schreibweise Balanea vor, die sich an die antike Schreibweise Balanaia anlehnt. In der Tradition des frühchristlich-byzantinischen Bischofssitzes wurde vermutlich in den späten 1120er Jahren das lateinische Bistum Valania begründet. Es wurde dem 1110 neu gegründeten lateinischen Erzbistum Apamea als Suffraganbistum unterstellt. 1133 bis 1140 fiel zwar die nahe gelegene Festung Marquab (später Margat genannt) für einige Jahre wieder an Muslime. Valania blieb jedoch in der Hand der Kreuzfahrer. Renaud II. Mazoir, der Herr der Stadt Valania, konnte die Festung Marquab 1140 zurückerobern. 1186 kam die Stadt in den Besitz des Johanniterordens, der die nur 6 km entfernte Festung Marquab (nun Margat genannt), zu einer seiner Hauptfestungen in den Kreuzfahrerstaaten ausbaute. 1188 wurde Valania von Saladin erobert und niedergebrannt. Die Festung Margat konnte er aber nicht erobern. Der damalige Bischof Anterius und wahrscheinlich auch ein Großteil der Bevölkerung floh nach Margat, und sie bauten dort die befestigte Unterstadt auf. Der Bischof nahm seinen Sitz nun in Margat. Der Hildesheimer Kanoniker Wilbrand von Oldenburg, der 1212 die Stadt Valania besuchte, beschrieb sie als destructa et desolata, also als zerstört und verlassen. Bis zur Eroberung von Margat 1285 war der Bischofssitz nun in dieser Stadt.

### Die lateinischen Bischöfe
- 1148 Petrus[9]
- kurz vor 1163 Giraldus[9]
- 1162 bis 1193[10] Anterius
- 1197, 1198, 1205, 1209 NN (ein Johanniter)[9]
- (1215 Odo, Archidiakon von Beirut, von den Johannitern wurde die Wahl nicht akzeptiert[11])
- 1215 bis nach 1222 Eustachius[9]
- 17. März 1225,[12][13] 1233,[14] 1234 Bartholomäus[9]
- 1250 Petrus[9]
- (1285) bis (1299) Gerardus, letzter Bischof von Valania, 1289 war er Administrator des Priorats St. Samson in Orléans, 1299 Kommendator der Johanniterkommende Senlis (Frankreich)[15]

### Kleriker des Bistums
In den Urkunden finden sich auch einige Namen von Klerikern des Bistums. Die genaue Zahl der Kathedralkanoniker, die das Kathedralkapitel bildeten, ist aber nicht bekannt.
- Kanoniker: Bartholomaeus (1259), Boninus (1226), Elias de Margato (1163), Franco (1236), Galterius de Margato (1183), Gerbaut Fulco (1215), Girardus (1250), Guillelmus (Domsänger) (1215/1236), Guillelmus Lombardas (1236), Guillelmus Seleman (1215), Hernesius (1215), Johannes (1270), Johannes, dictus Ballivus (1250), Johannes Bertou (1215), Johannes de Laudicia (1236), Johannes (Presbyter) (1236), Manasserius (1236), Petrus de Margato (1236)
- Diakone: Giraudus (1236), Raimundus (1236).

1285 wurde Margat vom Mamluken-Sultan Qalawun erobert. Der Bischofssitz musste aufgegeben werden. Der letzte Bischof, der Johanniter Gerardus, floh in den Westen und wurde 1289 Administrator des Priorats Saint-Samson in Orléans, das König Ludwig VII. 1152 dem Chorherrenstift auf dem Berg Sion bei Jerusalem geschenkt hatte. 1299 ist Gerardus als Kommendator der Johanniterkommende in Senlis dokumentiert. Die Johanniterkommende Senlis wurde später mit der Johanniterkommende Lagny-le-Sec (Département Oise, Frankreich) vereinigt. 1291 wird außerdem noch ein Domsänger (cantor) von Valania in Mende (Frankreich) erwähnt. Der Träger des Titels eines Domsängers war in der Regel ein Mitglied des Kathedralkapitels.
Der Titel eines Bischofs von Valania wurde weiter vergeben (In partibus infidelium), da nach katholischer Tradition jeder Bischof zum Bischof eines Bistums geweiht wird. In der Tradition des spätantiken-byzantinischen und lateinischen Bischofssitzes Valania steht das Titularbistum Balanea.